# 和继春
和继春（1970年—），云南玉龙人，普米族，中华人民共和国政治人物、第十一届全国人民代表大会云南地区代表。
毕业于云南农业大学经济管理专业。担任云南省丽江市玉龙县旅游局副局长。2008年起担任全国人大代表。